# Ulotrichopus primulinodes
Ulotrichopus primulinodes là một loài bướm đêm trong họ Erebidae.